# Xã Nebraska, Quận Page, Iowa
Xã Nebraska (tiếng Anh: Nebraska Township) là một xã thuộc quận Page, tiểu bang Iowa, Hoa Kỳ. Năm 2010, dân số của xã này là 134 người.